# Escote halter

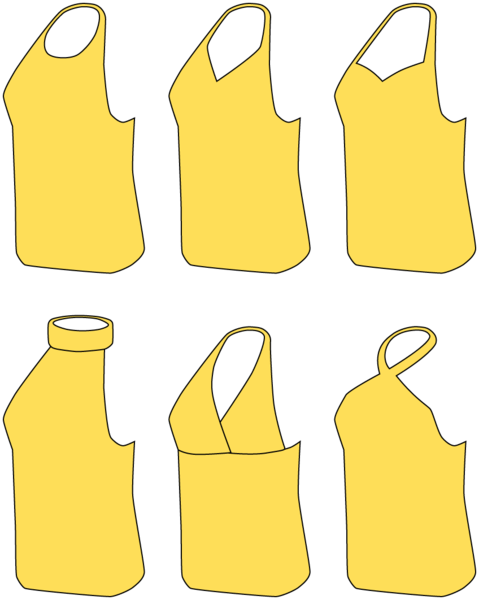
Diversos estilos de vestimentas con escote halter.

El escote halter (del inglés ‘cabestro’) o la espalda desnuda/descubierta es un estilo de vestimenta femenina en forma de banda que corre desde la parte delantera de la prenda alrededor de la parte posterior del cuello, y deja la mayor parte de la espalda descubierta.
El estilo halter se utiliza en los trajes de baño, para maximizar el bronceado de la espalda y minimizar las líneas de bronceado. También se utiliza en vestidos o camisas, para crear una vestimenta que deje la espalda y hombros al descubierto. La banda que pasa por detrás del cuello puede ser cubierta por el cabello de la persona de forma de dar la impresión desde atrás que no hay nada que sostenga en posición al vestido.
Si se utiliza sujetador con una camiseta halter, por lo general será un sujetador sin breteles o su diseño también será tipo halter, de forma que no queden visibles los breteles del sujetador.
La camiseta halter es un tipo de camiseta sin mangas, pero con las cintas atadas detrás del cuello. Otro estilo de camiseta halter, solo posee una estrecha banda que pasa por detrás del cuello y una estrecha cinta que recorre la columna vertebral. El diseño se asemeja al de muchos sostenes de bikini, pero cubre el pecho en mayor medida y hasta puede cubrir parte o todo el abdomen en el frente.